# J. Allen Hynek

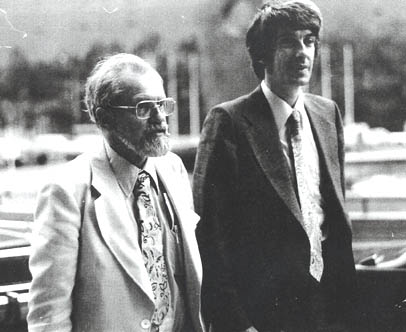
J. Allen Hynek (links) mit Jacques Vallée

Josef Allen Hynek (* 1. Mai 1910 in Chicago; † 27. April 1986 in Scottsdale, Arizona) war ein US-amerikanischer Astronom, der vor allem wegen seiner Arbeiten im Bereich der Ufologie bekannt wurde.

## Leben
Hynek wurde 1910 als Kind tschechischer Einwanderer geboren. Ende der 1920er Jahre begann er ein Studium der Astrophysik an der University of Chicago, das er 1931 mit dem Bachelor of Science beendete. Vier Jahre später erwarb er am Yerkes-Observatorium den akademischen Grad eines Philosophiae Doctor und spezialisierte sich anschließend auf der Ohio State University auf Sternentwicklung und spektroskopische Doppelsterne.
Im Zweiten Weltkrieg war Hynek an der Johns Hopkins University mit der Entwicklung von Annäherungszündern für militärische Flugkörper befasst. Nach dem Krieg kehrte er an die Ohio State University zurück und wurde 1950 zum Professor berufen.
Zwischenzeitlich wurde er 1948 von der US Air Force als wissenschaftlicher Berater für Project Sign herangezogen, der ersten staatlichen Untersuchung des UFO-Phänomens in den USA. Auch nach der Umwandlung des Projekts in Project Grudge 1950 und schließlich in Project Blue Book 1952 blieb Hynek Projektberater. Zunächst galt er als „Entlarver“ (debunker) angeblicher UFO-Sichtungen und war auch Mitglied des von der CIA initiierten Robertson Panel. Diese Kommission von Wissenschaftern sollte über das UFO-Thema hinsichtlich seiner Bedeutung für die nationale Sicherheit und die Bevölkerung der USA beraten. Sie kam zum Schluss, dass UFOs keine Gefahr für die nationale Sicherheit darstellen und empfahl eine PR-Kampagne zur Senkung des Interesses der Bevölkerung. 
1956 wechselte Hynek an das Observatorium der Harvard University, um in Vorbereitung des Internationalen Geophysikalischen Jahres 1957/58 ein Verfahren zur Beobachtung und Verfolgung künstlicher Erdsatelliten zu entwickeln. Nach dem Ende des Projekts erhielt er 1960 den Lehrstuhl der astronomischen Fakultät der Northwestern University.
Seit Anfang der 1960er Jahre weckte Hyneks Arbeit im Rahmen von Project Blue Book zunehmend das Interesse der Bevölkerung. Verschiedene Biographen sahen damals einen Gesinnungswandel Hyneks, weg von einer entlarvenden Sichtweise und hin zu einer offenen Kritik am Vorgehen der Air Force. Während sich die Mehrheit der vom Projekt ausgewerteten Fälle als Falschmeldungen und Irrtümer erwies und die Air Force das Phänomen aufgrund der statistischen Ergebnisse für nichtig erklärte, betonte Hynek einige unerklärliche Vorfälle, wo die Objekte von Polizeibeamten oder Astronomen gesichtet worden waren.
Insbesondere betonte Hynek die Sichtung durch den Streifenpolizisten Lonnie Zamora, der 1964 in Socorro (New Mexico) neben einer Straße ein eiförmiges Flugobjekt sah, das er zunächst für ein Autowrack hielt. Anschließend sichtete Zamora jedoch zwei kleine Wesen neben dem Objekt, das bald darauf abhob und davonflog. Das Objekt hatte Abdrücke im Boden hinterlassen und einige Büsche in Flammen gesetzt. Wenig später geriet Hynek in die Schlagzeilen, als er 1966 eine Sichtung in Michigan für entflammtes Sumpfgas hielt, was wiederum viele „UFO-Gläubige“ angesichts der Augenzeugenaussagen für falsch erachteten und die Beurteilungen durch Project Blue Book bzw. Air Force im Allgemeinen und Hynek im Speziellen für tendenziell skeptisch hielten. Die Verärgerung der Öffentlichkeit führte über politischen Druck zu den Parlamentsanhörungen von 1968 (Symposium on Unidentified Flying Objects 1968) im  Ausschuss für Raumfahrt und Wissenschaft.
Dennoch bemühte sich Hynek um eine wissenschaftliche Herangehensweise an das Thema und engagierte sich ab Anfang der 1970er Jahre in verschiedenen Organisationen wie dem Mutual UFO Network (MUFON). 1973 gründete er das Center for UFO Studies (CUFOS) und hielt 1978 eine Rede zum Thema vor der UNO-Vollversammlung. Außerdem verfasste er eine Reihe von Büchern zum Thema. In The UFO Experience von 1972 schlug er ein heute oft verwendetes Klassifizierungssystem für UFO-Sichtungen vor, das verschiedene Typen entfernter Sichtungen sowie die bekannten drei Stufen so genannter „Nahbegegnungen“ (close encounters) umfasste.
1977 war Hynek wissenschaftlicher Berater für Steven Spielbergs Science-Fiction-Film Unheimliche Begegnung der dritten Art, dessen Titel sich auf Hyneks Skala für UFO-Sichtungen bezog. Er übernahm auch eine kleine Statistenrolle im Film. Trotzdem zeigte er sich während der 1970er Jahre eher als Skeptiker verschiedener UFO-Hypothesen. In seinem letzten Lebensjahrzehnt stand Hynek der inzwischen populär gewordenen „Extraterrestrischen Hypothese“ kritisch gegenüber. Aufgrund der hohen Zahl von UFO-Nahsichtungen und des beschriebenen Verhaltens der Humanoiden (eines scheinbaren „Nichtkontakt-Gebotes“) begann er, seine Zweifel darüber zu formulieren, dass UFOs Fluggeräte interplanetarischen Ursprungs seien und fasste auch eine „interdimensionale“ Herkunft ins Auge (siehe What I Really Believe About UFOs. In: Proceedings of the First International UFO Congress. 1980).
Hynek starb 1986 in Scottsdale (Arizona) an einem Hirntumor. Er hinterließ seine Frau Mimi und drei Kinder. Hyneks Sohn Joel ist als Entwickler von Spezialeffekten im Filmgeschäft tätig und gewann einen Oscar für die Besten Visuellen Effekte im Film Hinter dem Horizont (1998). Er war auch an Filmen wie Predator, Stirb langsam – Jetzt erst recht und xXx – Triple X beteiligt. Hynek wurde ab 2019 in der Fernsehserie Project Blue Book von Aidan Gillen verkörpert.

## Hyneks Klassifizierung von UFO-Sichtungen
Hynek schlug 1972 in seinem Buch The UFO Experience eine Einteilung von UFO-Sichtungen in verschiedene Stufen vor. Hyneks Überlegungen dazu basierten auf den Fallauswertungen von Project Blue Book, insbesondere auf statistischen Auswertungen der Sichtungen. Diese Stufen waren:
- Nocturnal Light (NL, Nächtliche Lichterscheinung): Es werden bei Nacht dem Beobachter merkwürdig erscheinende Lichter gesichtet. Zu dieser Art gehörten und gehören praktisch die meisten UFO-Sichtungen, die sich darüber hinaus auch häufig als Irrtümer (helle Sterne und Planeten, Flugzeuge, meteorologische Erscheinungen usw.) erwiesen.
- Daylight Disc (DD, Scheibe bei Tageslicht): Der Beobachter sichtet am Tag ein fest erscheinendes, scheibenförmiges Objekt ähnlich der klassischen „Fliegenden Untertasse“.
- Radar/Visual (RV, Sichtung visuell und über Radar): Das beobachtete Objekt wird von einem Radargerät bestätigt.
- Close Encounter of the 1st Kind (CE-1, Nahbegegnung der ersten Art): Das Objekt wird aus naher Entfernung (≤150 m) gesichtet.
- Close Encounter of the 2nd Kind (CE-2, Nahbegegnung der zweiten Art): Das Objekt tritt in physische Wechselwirkung mit der Umgebung und hinterlässt Spuren (Landeabdrücke, Störungen an Elektrogeräten etc.).
- Close Encounter of the 3rd Kind (CE-3, Nahbegegnung der dritten Art): Der Beobachter sichtet außer dem Objekt auch dessen Insassen. Diese Fälle wurden bei Blue Book am seltensten beobachtet.

Später fügten verschiedene Autoren noch CE-4 (Entführung durch Außerirdische) und CE-5 (Kontaktaufnahme mit Außerirdischen) hinzu.

## Veröffentlichungen
- The UFO Experience: A scientific enquiry. Regnery, 1972; deutsch: Ufo. Begegnungen der 1., 2. und 3. Art. Goldmann, München 07/1978, 11720, ISBN 3-442-11205-2
- The Edge of Reality: A Progress Report on Unidentified Flying Objects. Gemeinsam mit Jacques Vallée, Regnery, 1975
- The Hynek UFO Report. Dell, 1977; deutsch: Ufo-Report. Ein Forschungsbericht. Goldmann, München 11/1978, 11703, ISBN 3-442-11703-8